# داريل هدسون
داريل هدسون هو أحيائي كندي، ولد في 1982.